# کربوران اسید

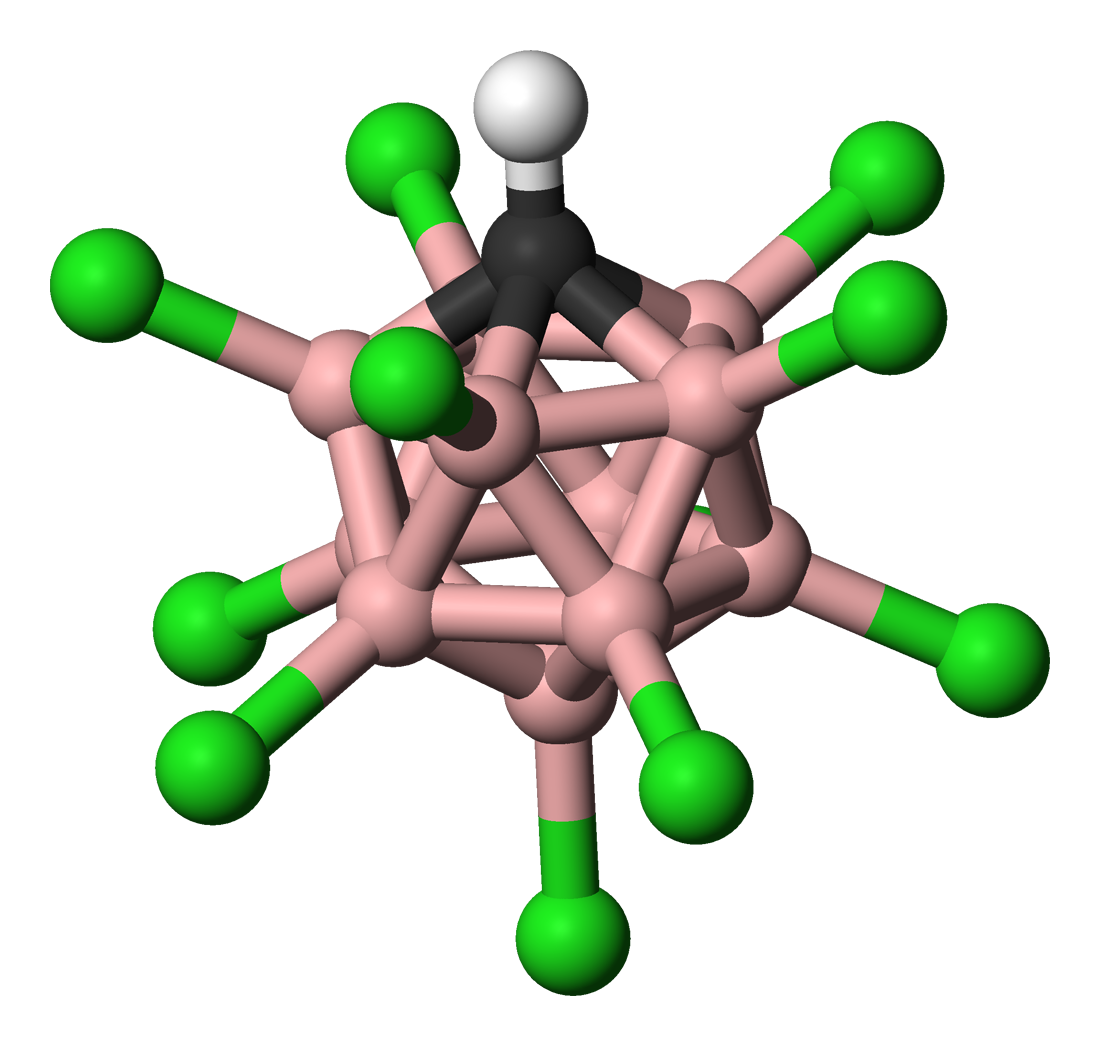
مدل گلوله و میله کربوران اسید (بدون نمایش پروتون اسیدی). توضیح رنگ‌ها: هیدروژن − سفید, کلر − سبز, بور − صورتی, کربن − مشکی.

کربوران اسید(به انگلیسی: Carborane acid) با فرمول شیمیایی H(CHB11Cl11)، یک اسید بسیار قوی است که حدود یک میلیون برابر قدرت اسیدی سولفوریک اسید را دارا می‌باشد. دلیل اصلی این قدرت اسیدی بالا وجود آنیون بسیار پایدار کربوران(CHB11Cl11−) است.